# Coptes

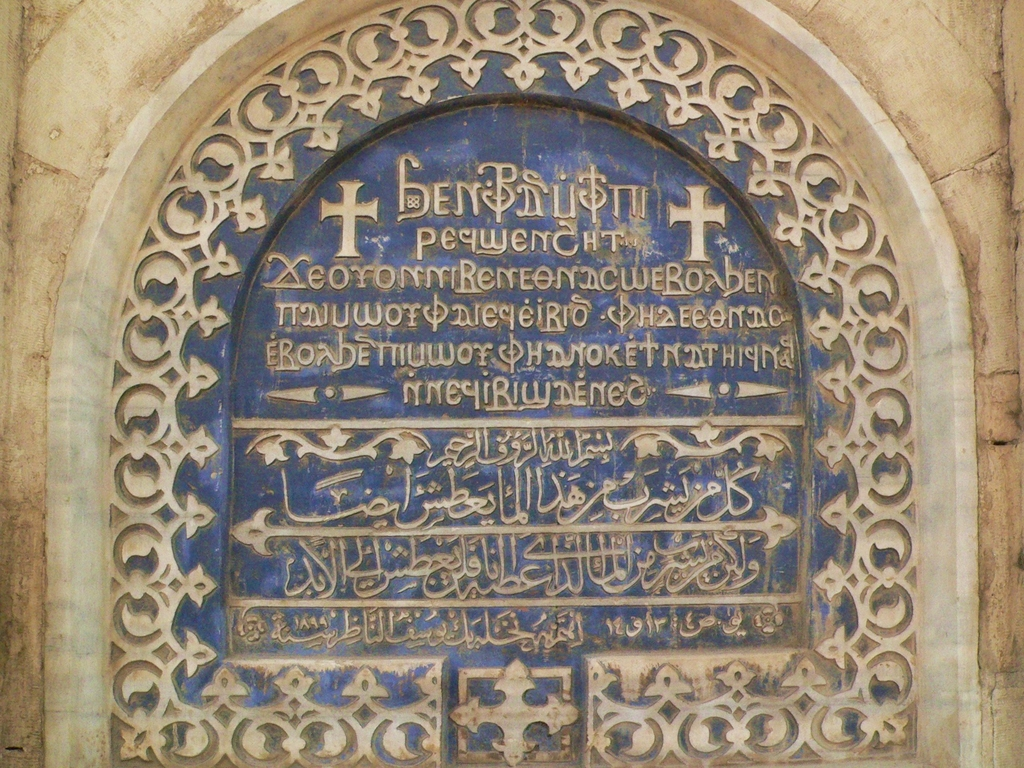
Inscripcions el llengua copta i àrab en una vella església del Caire

Els coptes (de l'àrab: قبط, qubṭ o qibṭ, nom col·lectiu que ha donat l'adjectiu قبطى, qubṭī o qibṭī, i el seu plural أقباط, aqbāṭ) són un grup cristià natiu d'Egipte i conformen un important grup ètnic i religiós, i són el major grup cristià en aquest país. Tradicionalment, parlaven la llengua copta, descendent directa de l'egipci demòtic parlat en l'època romana, però gairebé és extinta i majoritàriament restringida a l'ús litúrgic des del segle xviii, i és l'àrab la seva llengua vehicular. Els coptes a Egipte constitueixen la major comunitat cristiana de l'Orient Pròxim, així com la minoria religiosa més gran a la regió, que representa aproximadament el 10% de la població egípcia. La majoria dels coptes s'adhereixen a l'Església ortodoxa copta d'Alexandria. La resta, uns 800.000, es reparteixen entre l'Església Catòlica Copta i diverses esglésies protestants coptes. Com a minoria religiosa, els coptes són sovint objecte de discriminació en l'Egipte modern, i són el blanc d'atacs de grups extremistes islàmics.

## Religió
El cristianisme ortodox copte és, d'acord amb la tradició, la forma original i autòctona del cristianisme que l'apòstol Marc va establir a Egipte el primer o tercer any del regnat de l'emperador Claudi (41/42 o 43/44). El cristianisme fou la religió majoritària en els segles IV al VII, fins a la conquesta àrab d'Egipte, i manté la fe d'una minoria significativa.

## Història
Els coptes vivien a Egipte sota dominació romana d'Orient i al segle vi tenien una alta fiscalitat. L'emperador Heracli (610-641) va nomenar Cir (en àrab: Mukawkis) com a prefecte del país i comandant de l'exèrcit, i al mateix temps patriarca d'Egipte per assegurar l'uniformisme religiós i polític. Cir va obligar els coptes a abjurar del monofisisme i adoptar les doctrines del concili de Calcedònia. El patriarca indígena Benjamí I (623-662) fou perseguit i es va amagar. Fou llavors quan Amr ibn al-As va envair el país i els coptes els van donar suport perquè els musulmans no estaven interessats en un canvi religiós (eren neutrals entre melquites i monofisites, i els coptes eren un dels pobles del llibre i, per tant, protegits pagant la djizya) sinó en els impostos de la província. Alexandria va caure el 641 i el poder romà d'Orient va arribar al final; els melquites van poder marxar del país encapçalats per Cir, i el patriarca Benjamí I va sortir del seu amagatall.

### Govern califal

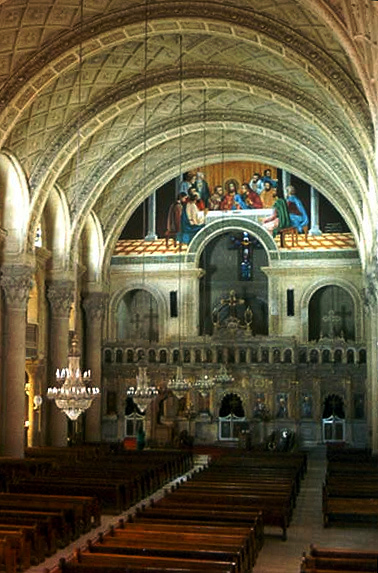
Catedral de Sant Marc a Alexandria

Inicialment els musulmans van deixar el govern als coptes. El primer any, Amr ibn al-As (642-646) va enviar 12 milions de dinars d'impostos; això va semblar poc i el 845 Amr no va poder controlar la revolta d'Alexandria i en conseqüència fou destituït i va lliurar el poder a Abd-Al·là ben Sad, quan ja la calma s'havia restablert; Uthman va oferir-li el càrrec d'administrador de finances, i a Amr ben al-Asi el govern militar d'Egipte, però Amr va refusar, i Abd Allah va reunir els dos llocs i va augmentar la recaptació de la província, que va passar a 14 milions de dinars. Però el poc temps que cada governador va estar al càrrec en endavant (poc més de dos anys de mitjana entre 642 i 868, amb 99 governadors) no permetia gaire més que procurar recaptar per pagar al califa i una mica més per enriquir-se personalment. Això va fer que els coptes estiguessin sotmesos aviat a forta pressió fiscal com abans amb els romans. Així, molts coptes van fugir als monestirs del desert (el clergat estava exempt d'impostos, però més tard aquest privilegi fou revocat), d'altres es van fer musulmans i d'altres es revoltaren. Des del 705, l'administració va passar a tenir l'àrab com a llengua oficial i, encara que inicialment els documents foren sovint bilingües, l'àrab es va acabar imposant.
Una revolta especialment important fou l'anomenada rebel·lió baixmurita del 829 al 830 a les maresmes del delta inferior. El califa en persona va haver d'anar a Egipte per sufocar la revolta i pacificar els coptes. El mal manteniment del sistema de rec provocava que els canals s'omplissin d'arena, i els dics estaven en mal estat; la disminució de contribuents coptes, de la producció i de les terres útils va fer caure la recaptació fins a tres milions de dinars a la meitat del segle ix. El darrer governador del califat, Ahmad ibn Muzah'im ibn Khagan (Ahmad ibn al-Mudabbir), va agafar les funcions el 868 i va doblar el kharadj (l'impost de la terra) i la djizya (personal), i va imposar el pagament fins i tot als monjos.

### Tulúnides, ikhxídides i fatimites
Ahmad ibn Tulun el va enderrocar i va dictar diverses mesures que li van fer guanyar els coptes; les contribucions al clergat foren immediatament suprimides. Tot i la simpatia amb què els coptes van rebre els tulúnides, Ahmad va tenir un conflicte amb el patriarca Shenouda I (859-880) i després amb el successor Khail o Miquel III (880-890), que van acabar empresonats per un temps a causa de les denúncies falses de tres ressentits (un monjo qualificat d'indigne, un clergue que volia un bisbat i el bisbe Sakha que havia estat excomunicat per la seva conducta).
Les reformes a l'agricultura i el rec fetes per Ahmad ibn Tulun van permetre durant el seu regnat augmentar fins a quatre milions de dinars la recaptació. En aquest temps, l'arquitecte copte Ibn Katib al-Firghani va donar mostres del seu talent construint una mesquita sense columnes, amb el sistema que segles després van emprar les construccions gòtiques.
Sota tulúnides i ikhxídides els coptes van gaudir de gran tolerància. Alguns coptes van exercir posicions destacades en el govern. La situació encara va millorar amb els fatimites (969-1171), excepte durant el regnat d'al-Hakim (996-1021), que va perseguir coptes, jueus i alguns musulmans. Al-Hakim va fer demolir moltes esglésies coptes, però cap al final del seu regnat va caure sota influència d'un sacerdot de nom Anba Salomon i llavors la persecució es va acabar. En el següent califat les esglésies foren reconstruïdes. El visir armeni Badr al-Djamali i el seu fill, tot i haver-se convertit a l'islam, van afavorir els coptes. El patriarca Christodoulos (1046-1077) va decidir traslladar la seu de l'Església al Caire (des d'Alexandria) per estar més proper al govern.

### Aiúbides
El final de la dinastia fatimita va marcar un període d'inestabilitat que va quedar resolt amb l'arribada dels aiúbides (1169-1250). La nova dinastia era sunnita i ja Saladí va expulsar els coptes, dels quals no es refiava, de l'administració. Un dels notables coptes, Zakariyya ubn Abi l-Malih ibn Mammati (copte Mahometi) es va fer musulmà per conservar les seves funcions de secretari de guerra i del tresor. Shams al-Dawla, germà de Saladí, que dirigia la campanya de Núbia el 1172-1173, va destruir el monestir de Bawit (a l'Egipte mitjà), la ciutat de Kuit (que va esdevenir un poble petit) i el convent de Sant Simeó (Anba Hidra) enfront d'Assuan. Saladí, per la seva part, va fer demolir l'edifici de la catedral de Sant Marc a Alexandria perquè no fos utilitzat eventualment pels croats. Tots i aquest i algun acte més aïllat, en general els aiúbides foren tolerants; fins i tot Saladí els va regalar un monestir al costat del sant Sepulcre anomenat Dayr al-Sultan (que encara conserven). Després de la conquesta de Jerusalem el 1187, les seves malfiances amb els coptes es van acabar i va nomenar com a secretari privat el copte Saffi al-Din Ibn al-Maali conegut com a Ibn Sharafi. Altres coptes van tenir alguns càrrecs. Sota el seu germà i successor al-Àdil I Sayf al-Din (1200-1218), el copte Ibn al-Mikhtar fou secretari de Guerra. Quan els croats van atacar Damiata el 1218, els coptes van ajudar a defensar la ciutat i foren maltractats pels llatins. També en la croada del rei Lluís IX de França el 1249-1250, molts coptes van lluitar amb el sultà; una trentena de títols elevats van anar a parar a coptes.
No es coneixen conversions en massa, que a més els califes desencoratjaven (ja que els coptes pagaven la djizya i els musulmans no i, per tant, una vegada convertits s'escapaven dels pagaments), i en canvi la població musulmana augmentava i la copta disminuïa. Les causes no en són clares: sens dubte, si no hi va haver conversions massives sí que n'hi va haver d'individuals; d'altra banda, l'historiador Butcher parla del «suïcidi d'una nació» i diu que milers de coptes ingressaven als monestirs bé per la seva fe o per escapar als pagaments, i com que no tenien descendència, la població copta no sols no creixia sinó que minvava.

### Mamelucs
Sota els mamelucs, els coptes es van empobrir lentament. Els soldans van tenir alguns coptes en càrrecs rellevants, però quan el personatge es feia ric i/o poderós, manifestacions populars n'exigien la revocació. Sovint les manifestacions anaven acompanyades de destruccions d'esglésies; els sultans sota pressió popular callaven, però finalment havien de retornar als coptes els seus càrrecs perquè eren els únics capacitats. El 1320, un grup de coptes va incendiar en revenja diverses mesquites; quatre monjos coptes foren detinguts portant material incendiari (nafta) i la reacció de les masses fou una nova onada de destruccions d'esglésies. Entre 1249 i 1447 van ser arrasades només al Caire 44 esglésies. El patriarca Yohannes o Joan X (1363-1369) i membres de la comunitat copta van patir humiliacions i confiscacions del sultà al-Màlik al-Àixraf Zayn-ad-Din Xaban ibn Hàssan ibn Muhàmmad ibn Qalàwun (1363-1377), que volia recollir fons per a una expedició a Xipre (1365). Els coptes foren defensats diplomàticament pels catalans, els grecs i els abissinis. Al concili de Ferrara-Florència de 1438-1439, es va arribar a signar la unió de les esglésies d'Orient i Occident separades des del concili de Calcedònia del 451, i un monjo copte va signar l'acta, però no es va fer res per implementar l'acord fins al 1586, quan Roma va enviar una delegació per negociar amb el patriarca Yohannes o Joan XIV (1571-1586), però la mort del patriarca, que hi era favorable, va avortar l'acord final.
El segle xiii va veure una resistència final del copte com a llengua per no desaparèixer. Alguns escriptors notables com Ibn al-Assal en són la prova. Però la llengua s'extingia, la gent l'havia deixada de parlar.

### Otomans
Sota els otomans, hi havia una administració civil sota un paixà turc (canviat sovint), un governador militar (cap de la guarnició) sobre el qual el paixà no tenia autoritat, i els amirs locals mamelucs que tenien el poder local; la recaptació d'impostos sobre la terra era corrupta i exagerada, i tots els nivells administratius otomans buscaven enriquir-se. Els coptes van treballar com a escribes i com a preceptors de les grans famílies de mamelucs, però el govern otomà no permetia atacs interreligiosos o interètnics, fet que va donar certa tranquil·litat als coptes, tot i que com els musulmans havien de fer uns pagaments molt alts, això els empobria. Els únics atacs que van patir no afectaven exclusivament els coptes (encara que n'eren les principals víctimes) i venien de tribus àrabs nòmades que atacaven alguns poblats i els saquejaven. La ignorància de la població era cada cop més gran.
El 1673, el viatger Vansleb diu que va trobar «el darrer parlant de copte»; el cònsol de França, Benoit de Maillet, al segle xviii, diu que encara es parlava en alguns pobles aïllats de l'Alt Egipte, cosa que s'ha confirmat al segle xx quan Vicichl va trobar algunes comunitats monolingües coptòfones a Zeniya i en altres pobles poc accessibles de l'Alt Egipte. En tot cas, en l'església i litúrgia mai va desaparèixer i s'hi empra encara avui el copte buhàyric (i l'àrab).

### Conquesta francesa
Quan van arribar els francesos (1799), el notable copte Djirdjis al-Djawhari va dirigir a Napoleó una petició d'assimilació en drets, conforme als principis de llibertat, igualtat i fraternitat. Els francesos, però, buscaven la benevolència dels musulmans i no van contestar a la petició. No obstant això, quan van seleccionar els administradors no van tenir en compte la religió sinó la capacitat, i fou al-Djawhari qui va esdevenir cap del departament d'impostos. Es va formar una comissió de 12 membres per la justícia, dels quals 6 eren coptes, incloent-hi el president Muallim Malati. A l'Alt Egipte, el copte Muallim Yakub Hanna (1745-1801), antic servidor del governador mameluc d'Asyut Sulayman Beg, amb qui va participar en operacions militars, va salvar els francesos del desastre quan aquests (manats per Desaix) es van dirigir a l'Alt Egipte. Després de la Batalla d'Abukir, quan Nelson va obtenir la supremacia naval pels britànics, Bonaparte es va retirar d'Egipte deixant Kléber amb un tresor exhaurit, mentre els otomans incitaven la població musulmana a la rebel·lió al Caire. Yakub Hanna, d'acord amb els francesos, va reclutar una legió de dos mil joves coptes i fou nomenat coronel (i el 1801 general). Yakub Hanna planejava fer Egipte independent de turcs i mamelucs. Quan els francesos van abandonar Egipte, es van emportar els principals col·laboradors que els van voler seguir, i Yakub Hanna va morir a alta mar el 16 d'agost de 1801.

### Dinastia de Muhammad Ali
Amb el macedoni Muhammad Ali, que va prendre el poder a Egipte poc després, els coptes van estar segurs i van poder deixar de viure en barris emmurallats per defensar-se. Van reclamar la ciutadania i foren en general ben acceptats per la població. La djizya va ser abolida el 1855 i, al mateix temps, els coptes foren admesos al servei militar. El patriarca Ciril IV (1854-1861) va animar la cultura copta i va fundar la primera escola per a noies de tot Egipte, i va importar una impremta que fou la segona del país. La formació occidentalitzada dels coptes va donar origen a una elit de tendències democràtiques que va topar amb la reacció clerical conservadora de Ciril V (1874-1927). El 1879, el khedive Muhammad Tawfik Pasha va proclamar la igualtat absoluta de tots els egipcis sense distinció d'ètnia, llengua o religió. En el congrés dels coptes de 1911 a Asyut es van demanar nous avenços en la igualtat, i es van trobar amb l'oposició del Congrés musulmà d'Alexandria, però no va passar d'un enfrontament verbal. El 1913, un decret oficial proclamava la plena igualtat dels coptes i musulmans (21 de juliol de 1913), nominal des de feia 34 anys. El 1919, coptes i musulmans estaven units en contra dels britànics. El 1822, la constitució va consagrar la igualtat jurídica de coptes, musulmans, nubians, jueus i d'altres. En els següents anys, només hi va haver algun incident aïllat quan els Germans Musulmans van incendiar alguna església, però aquesta organització integrista fou il·legalitzada per Gamal Abdel Nasser el 1966.

### República
Modernament, es produeixen periòdicament cremes d'esglésies i matances, però són incidents relativament petits, i el més greu fou el de 2000-2001 a El Kosheh. Amb els governs d'Anwar al-Sadat i Hosni Mubarak, els coptes ocupen els mínims llocs rellevants dins el govern del país i els governs provincials, molt per sota de la seva proporció, i quasi estan sense representació en les forces armades, policia i altres cossos de l'estat. El 2005 van adoptar una bandera nacional, blanca amb creu blava i al centre l'escut.